# Palazzo Aragona Gonzaga

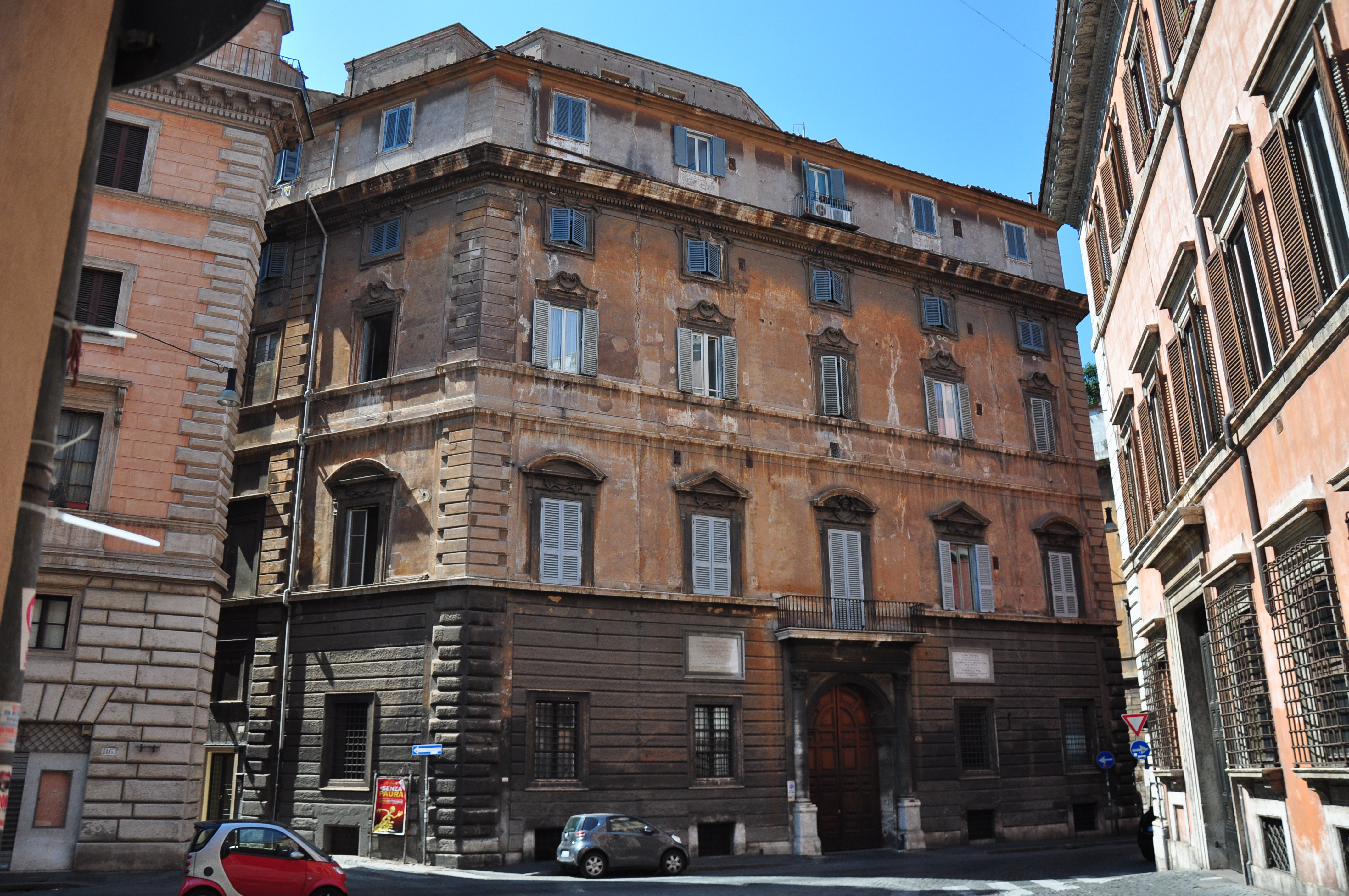
Fachada do palácio.

Palazzo Aragona Gonzaga, conhecido também como Palazzo Negroni ou Palazzo Galitzin, é um palácio do século XVI localizado no rione Campo Marzio de Roma. Já foi a residência do cardeal Scipione Gonzaga e atualmente a sua fachada renascentista está decorada com uma placa comemorando dois outros de seus antigos residentes, São Luís de Gonzaga e o poeta Torquato Tasso.
O edifício está situado na junção da Via della Scrofa com a Piazza Nicosia, vizinho do Collegio Clementino. Apesar de ter sido construído originalmente num estilo renascentista tardio, o edifício recebeu diversas decorações barrocas em meados do século XVIII.

## Arquitetura
A planta do edifício é irregular para permitir que ele ocupasse inteiramente o terreno. Apesar de aparentemente retangular, o edifício é de fato um pentágono irregular.

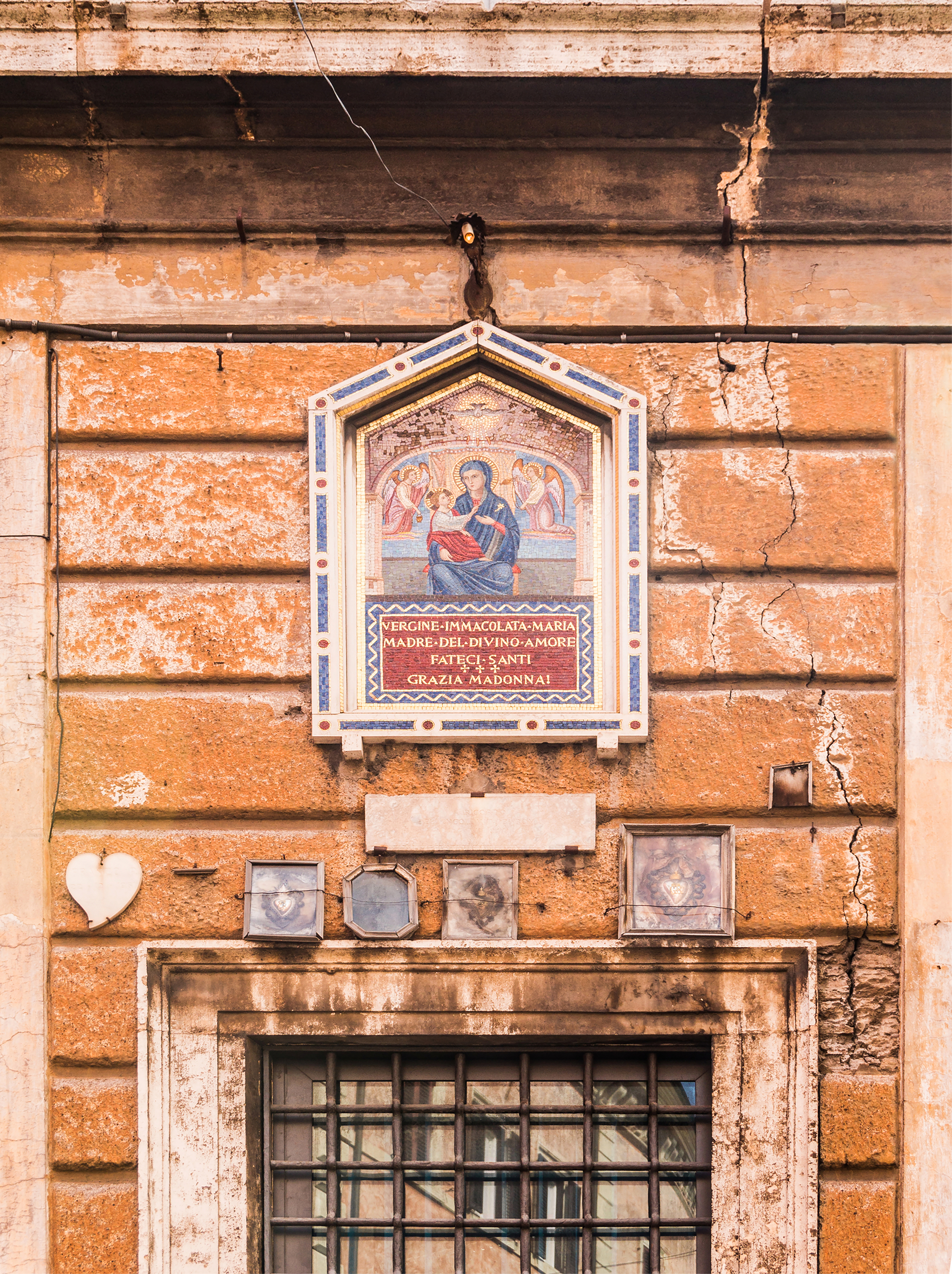
Detalhe da fachada.

O palácio em si tem cinco andares acima de um meio porão, num estilo vagamente baseado no Palazzo Farnese. Os pisos inferiores são exemplos da arquitetura do Renascimento tardio em Roma. A fachada principal se abre em cinco reentrâncias, com piso térreo se abrindo centralmente numa porta cocheira que dá acesso a um pátio interior. Os cantos do edifício são acentuados por uma chaînage e pilastras rasas dividem as cinco reentrâncias do piso nobre até o beiral.
Externamente, o piso térreo é composto por bandas rusticadas (muito similares às encontradas no Palazzo Vidoni Caffarelli, construído em 1515 e atribuído a Rafael), enquanto que os andares acima são de silhares ocres renderizados. Seguindo o costume da época, o piso térreo foi projetado para ser utilizado apenas por cavalos, servos e escritórios domésticos; os quartos principais ficavam no chamado piso nobre (primeiro andar). Como na maioria dos palácios renascentistas, os pisos superiores eram alcançados por uma grande escadaria em pedra que partir do pátio interno, o que evitava que os nobres ocupantes destes pisos tivessem que visitar os aposentos do piso térreo. O piso nobre contém uma fileira de quartos principais, cuja importância se revela no exterior pelo tamanho avantajado das janelas de pedimentos alternadamente curvos e triangulares.
Na fachada, o segundo andar é esteticamente separado do primeiro por uma faixa dupla, acima da qual todas as decorações podem ser adições posteriores. Se for este o caso, originalmente o palácio teria tido um design simples de dois andares (mais o térreo), que era tão caro a Rafael.
Contudo, os primeiros anos da história arquitetural do edifício são mal documentados. O que se sabe é que, em 1701, o arquiteto Carlo Francesco Bizzaccheri acrescentou o último andar. Porém, ele ou não executou a obra em seu estilo habitual ou seu projeto foi mais tarde alterado, pois este último andar não tem maior mérito arquitetônico do que o de muitos outros acrescentados aos palácios romanos durante os séculos XVIII e XIX. 
Por volta de 1746, o edifício foi adquirido pela recém-enobrecida família Negroni, que, em algum momento entre esta data e 1759, modernizou a fachada, determinando seu aspecto atual, o que torna ainda mais plausível a tese de que a obra de Bizzaccheri tenha sido alterada. Estas obras incluíram os pedimentos barrocos das janelas do segundo piso e também os do mezzanino. Estes foram decorados com aljavas e flechas do brasão dos Negroni e o pedimento central do piso nobre recebeu uma proeminência adicional com a adição de uma cabeça de um negro em baixo-relevo, o timbre heráldico da família Negroni.

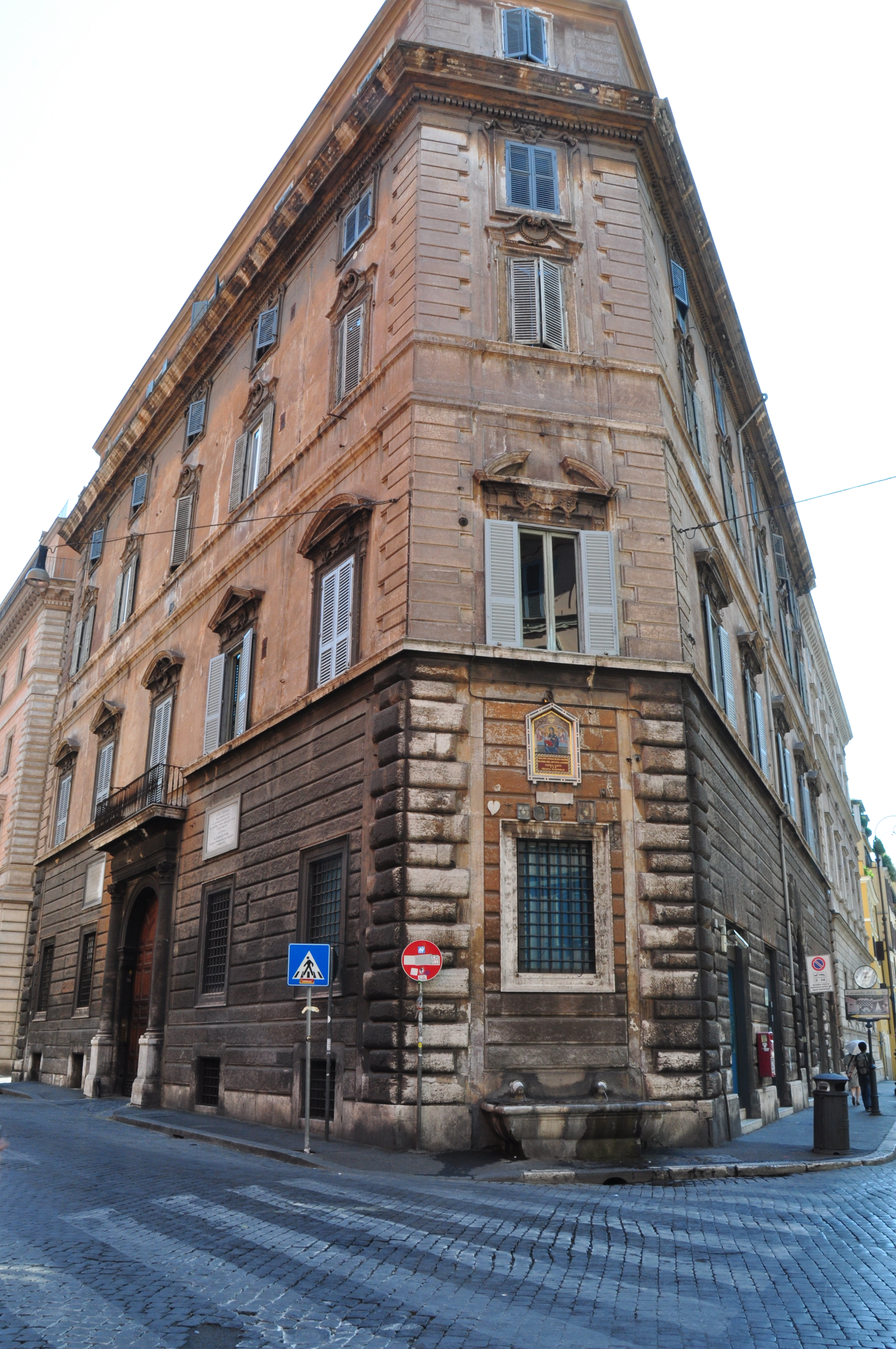
Esquina do palácio com uma de suas duas fontes.

O edifício em si foi construído à volta de um pátio central, que abriga uma das duas fontes do palácio. Esta fonte está decorada com uma imagem da Virgem Maria e não é da mesma época que o resto do edifício; provavelmente trata-se de uma substituição de uma fonte original que ainda existia na época de Galitzin, no final do século XIX. A outra fonte fica no canto exterior na esquina da Via della Scrofa e a Piazza Nicosia, bem mais simples e robusta que servia para uso de animais e do povo na rua. O amplo suprimento de água do edifício vinha do reformado aqueduto Água Virgem, restaurado em 1453.

## Ocupantes
O edifício é famoso principalmente por ter sido residência do cardeal Scipione Gonzaga, um ilustre membro da família Gonzaga, que governou Mântua, no norte da Itália, a partir de 1328. Porém, não é por sua piedade e nem por suas conexões que o cardeal é lembrado, mas por sua amizade com problemático poeta Torquato Tasso, de quem foi patrono, e por seu apoio contra outros membros da família ao seu primo, o santo Luís de Gonzaga. São Luís viveu no edifício entre 20 de novembro de 1585 antes de renunciar às suas posses e títulos terrenos para se juntar à Sociedade de Jesus. Para Gonzaga e para Tasso, o palácio do cardeal era um refúgio em épocas sombrias.
Depois da morte de Scipione em 1593, o edifício mudou de mãos várias, o que explica os seus muitos nomes. Foi propriedade dos Casate e dos Astalli (ou Staglia) antes de ser adquirido pela família Negroni, que realizou grandes alterações no edifício. Depois, o edifício passou para a família Vecchiarelli e, no século XIX, tornou-se residência do príncipe Theodore Alexandrovich Galitzin, filho do príncipe Alexandre Mikhailovich Galitzin (1772–1821), embaixador do Império Russo em Roma, membros ilustres da família Golitzin. Atualmente, a maior parte do edifício está dividida em apartamentos e escritórios e não está aberta à visitação.